# Ceratitis oraria
Ceratitis oraria är en tvåvingeart som beskrevs av Meyer och Copeland 2005. Ceratitis oraria ingår i släktet Ceratitis och familjen borrflugor.
Artens utbredningsområde är Kenya. Inga underarter finns listade i Catalogue of Life.